# 伊駒ゆりえ
伊駒 ゆりえ（いごま ゆりえ、2月24日 - ）は、日本の女性声優。東京都出身。81プロデュース所属。

## 経歴
小学校の学芸会で芝居への興味を持ち、大好きなディズニー作品や東京ディズニーリゾートに声の仕事で携わりたいと思ったことが声優を志すきっかけのひとつとなった。
2020年、アミューズメントメディア総合学院・声優専科を卒業。
2021年10月、81プロデュースに所属となる。
2022年12月、翌年4月から放送されるテレビアニメ『【推しの子】』にて、主人公の1人である星野ルビーを演じることが発表され、初レギュラー作品でメインキャラクターへの抜擢となった。
この抜擢について、原作者の赤坂アカやプロデューサーの山下愼平は「本物のルビーが来た」「満場一致で決まった」と語っており、決め手となったのは十分な演技力に加え、アニメのオーディション自体に初参加だった伊駒の緊張やひたむきさが、新人アイドルであるルビーに重なって見えたことであった。
2023年4月より、文化放送 超A&G+にて「A&G NEXT STEP HOOOOPE!」の水曜パーソナリティを務める。
2024年3月9日、第18回声優アワード新人声優賞を受賞。

## 人物
姓の読みは「い ご ま」。愛称は「ごまちゃん」。
出身地は東京都であるが、生まれた場所は栃木県。
好きなものは、お肉、テーマパーク、女性アイドル。
無類のディズニー好き。本人曰く「人生の先輩はミッキーマウスさんだし、尊敬する人はウォルト・ディズニーさん」。ひとりでパークを訪れ、アトラクションに乗らずに過ごす事もあり「空間、存在、概念が好き」と語っている。
趣味・特技は作曲、台本制作、テーマパークに行くこと、ダンス、明太子パスタ作り。
声優としての目標は「生涯現役」、そしてディズニープリンセスを演じること。
憧れの声優に山寺宏一を挙げており、山寺のような女性声優になりたいと語っている。
小学生の頃にピアノ・水泳を習っていた。現在でもクロールと平泳ぎには自信がある。
食べることが好きで、特に「お肉」が好物。81プロデュース公式YouTubeチャンネルで公開された「からあげ」を調理する動画ではレシピへのこだわりと手際の良さを見せている。

## 出演
太字はメインキャラクター。

### テレビアニメ
2022年
- デュエル・マスターズ キングMAX（生徒B）
- 可愛いだけじゃない式守さん（買い物客 他）
- メガトン級ムサシ（オペレーター）

2023年
- 【推しの子】（2023年 - 2024年、星野ルビー） - 2シリーズ
- 異世界はスマートフォンとともに。2（スラス）
- マイホームヒーロー（友達B）
- MIX MEISEI STORY 2ND SEASON 〜二度目の夏、空の向こうへ〜（女子D）
- 君のことが大大大大大好きな100人の彼女（2023年 - 2025年、参加者B、かけだしアイドルちゃん） - 2シリーズ

2024年
- 結婚指輪物語（少女）
- 望まぬ不死の冒険者（子供）
- ワンルーム、日当たり普通、天使つき。（客A）
- この素晴らしい世界に祝福を!3（メイド）
- ゆるキャン△ SEASON3（料理研究部）
- 菜なれ花なれ（鷹ノ咲高校チア部、桜城女学園新体操部、ビーチバレー女子）
- さようなら竜生、こんにちは人生（コルカ、子供2）
- メカウデ（フォルテ）
- おじゃる丸（マリン、バー子）

2025年
- ギルドの受付嬢ですが、残業は嫌なのでボスをソロ討伐しようと思います（受付嬢）
- ツインズひなひま（ひなな）
- 渡くんの××が崩壊寸前（石原紫）
- サイレント・ウィッチ 沈黙の魔女の隠しごと（女生徒）

### 劇場アニメ
- i☆Ris the Movie - Full Energy!! -（2024年、モブリス[36]）
- ウマ娘 プリティーダービー 新時代の扉（2024年、シマ[37]）

### ゲーム
2023年
- モンスターストライク（2023年 - 2024年、ロシラタ、多良城くるる、ルビー）
- CARAVAN STORIES（ルビー）
- 逆転オセロニア（ルビー、ガリアリィ・エウ）
- アイドルマスター シャイニーカラーズ（2023年 - 2024年、ルビー）
- フィッシュアイランド リヴァイブ（女性キャラクター）
- 白猫プロジェクト（ナコッタ、ネシリア）
- タワーオブスカイ（エピリア）

2024年
- りっく☆じあ〜す（90式戦車〈MC☆あくしず〉、加茂美々、本村翡翠、24式重火力支援機 かきつばた）
- D4DJ Groovy Mix（浅井詠実）
- けものフレンズ3（赤龍）
- アズールレーン（ハルフォード）
- リルヤとナツカの純白な嘘（空木夏夏）
- De:Lithe Last Memories（五代サナ）
- デュエル・マスターズ プレイス（ルビー）
- 雀皇麻雀（雪夜こんこ）
- 共闘ことばRPG コトダマン（ルビー）
- ホーリーアンデッド 〜非モテでぼっちの死霊術士が、聖女に転生してお友達を増やします〜（ピナ・クルーズ）

2025年
- クイズRPG 魔法使いと黒猫のウィズ（おくらぴ）
- ポコロンダンジョンズ（ルビー）
- ぷよぷよ!!クエスト（ルビー）
- ヴァレット／VARLET（広井聖菜）
- D.C. Re:tune 〜ダ・カーポ〜 リチューン（水越眞子）

時期未定
- 雀エボライブ（五代サナ）

### ラジオ
※はインターネット配信。
- A&G NEXT STEP HOOOOPE!（2023年 - 、超!A&G+※）[12]
- 【推しの子】のおはなし（2023年 - 2024年、YouTube※[71][72]）
- きょうの終わりのCHILLRADIO（2023年、TOKYO FM） - CHILL DJ[73]
- 紗月と紫の××ラジオ（2025年、音泉※[74]）

### インターネット番組
- 伊駒ゆりえ 白田千尋のドリームランド（2023年 - 、ニコニコチャンネル）[75]
- 春日さくら・伊駒ゆりえ・橘杏咲のパジャマナイト（2024年 - 、YouTube）[76]

### ドラマCD
- THE IDOLM@STER MILLION C@STING 02 エンダーエンダー（2024年、参加者たち）

### オーディオドラマ
- この初恋は甘すぎる〜恋愛処女には刺激が強い〜（2022年、同僚[77]）
- Princess Letter(s)! フロムアイドル　ポエトリーボイスドラマ「ミライアイドルフェスティバル」（2023年、生徒、スタッフ[78]）
- 宮廷魔術師の婚約者 書庫にこもっていたら、国一番の天才に見初められまして!?（2024年 - 2025年、メラニー[79][80][81]）- 2作品[一覧 3]
- 四天王最弱の自立計画　四天王最弱と呼ばれる俺、実は最強なので残りのダメ四天王に頼られてます（2025年、フレア・ゲーテ[82]）

### ナレーション
2023年
- パリ ポンピドゥーセンター キュビスム展―美の革命 ピカソ、ブラックからドローネー、シャガールへ（2023年 - 2024年、音声ガイド）
- フェイク・バスターズ（NHK総合）
- 日展に挑戦！ vol.1 - 2《 完全版 》
- 芸能きわみ堂（Eテレ）

2024年
- TOKYO★推し旅（ミヤギテレビ）
- 首都圏いちオシ! 笑ったび（2024年 - 2025年、NHK総合）- 3作品
- ゴールデンエッグ　未来への探究者たち（NHK総合）
- 大塚製薬「ポカリスエット」（ナレーター）
- レギュラー番組への道「伏線回収☆ストーリー」（NHK総合）
- 暗闇の大冒険！　発光生物に出会う旅（Eテレ）
- K-POPドック!（ABCテレビ）※代役

2025年
- 林修の今知りたいでしょ!（テレビ朝日）

### 朗読劇
- 朗読劇「世界から猫が消えたなら」（2023年12月14日、こくみん共済 coop ホール／スペース・ゼロ） - 猫〈キャベツ〉 役[98]
- 朗読劇「ボイコメ」〜声優×吉本新喜劇〜（2024年2月10日、COOL JAPAN PARK OSAKA[99]）
- 朗読劇「4月の花嫁」（2024年4月7日、バトゥール東京 チャペルブランカ） - さくら 役[100]
- ボイスコミックライブ〜「マーガレット」「別冊マーガレット」創刊60周年記念公演〜公演B「クセつよ男子特集」（2024年5月18日、池袋HUMAXシネマズ） - 青柳いろは（みにあまる彼氏）、亀井歩（月のお気に召すまま） 役[101]
- 朗読劇「カラフル」再々演（2024年11月9日、CBGKシブゲキ!!） - 佐野唱子 役[102]
- 81プロデュース・日本工学院・豊島区　産学官連携企画 朗読劇「天上の虹」万葉集編（2025年9月28日、あうるすぽっと） - 紀皇女 役[103]

### その他コンテンツ
- オーディオブック「負けヒロインが多すぎる!」（2023年 - 2025年、姫宮華恋、甘夏古奈美ほか[104]） - 4作品[一覧 5]
- オーディオブック「水面で聞かせて」（2024年、ナレーター[105]）
- モーションコミック「マタギの子作り」（2024年、えりっち[106]）
- ダーツライブ3（2024年、プレミアム＋プラン限定ボイス[107]）
- HUNDRED LINE -最終防衛学園-広報担当Vtuber『トゥーキョーちゃん』（2025年[108][109]）
- Tonight with the Impressionists Paris 1874 -印象派画家と過ごす夜-（2025年、ローズ[110]）

## ディスコグラフィ

### キャラクターソング
| 発売日        | 商品名                                    | 歌                                        | 楽曲 | 備考                                               |
| ------------- | ----------------------------------------- | ----------------------------------------- | --- | -------------------------------------------------- |
| 2023年7月5日  | 【推しの子】 キャラクターソングCD Vol.2   | B小町                                     | 「START☆T☆RAIN -New Arrange Ver.-」 「サインはB -New Arrange Ver.-」                                    | テレビアニメ『【推しの子】』挿入歌                 |
| 2023年7月5日  | 【推しの子】 キャラクターソングCD Vol.2   | B小町                                     | 「HEART's♡KISS -New Arrange Ver.-」                                                                     | テレビアニメ『【推しの子】』関連曲                 |
| 2023年7月5日  | 【推しの子】 キャラクターソングCD Vol.2.5 | ルビー（伊駒ゆりえ）                      | 「STAR☆T☆RAIN -ルビー Solo Ver.-」 「サインはB -ルビー Solo Ver.-」 「HEART's♡KISS -ルビー Solo Ver.-」 | テレビアニメ『【推しの子】』関連曲                 |
| 2024年6月26日 | 見失う自分の声を探して                    | 五代サナ（伊駒ゆりえ）                    | 「any pale」                                                                                            | ゲーム『De:Lithe Last Memories』関連曲             |
| 2024年10月9日 | 【推しの子】 キャラクターソングCD Vol.4   | B小町                                     | 「POP IN 2」                                                                                            | テレビアニメ『【推しの子】第2期』挿入歌            |
| 2024年10月9日 | 【推しの子】 キャラクターソングCD Vol.4   | B小町                                     | 「Say What?」 「深海52Hz」                                                                              | テレビアニメ『【推しの子】第2期』関連曲            |
| 2024年10月9日 | 【推しの子】 キャラクターソングCD Vol.4.5 | ルビー（伊駒ゆりえ）                      | 「POP IN 2 -ルビー Solo Ver.-」 「Say What? -ルビー Solo Ver.-」 「深海52Hz -ルビー Solo Ver.-」        | テレビアニメ『【推しの子】第2期』関連曲            |
| 2025年3月29日 | おーぎゅめんと・でいっ！                  | ひまり（平塚紗依）、 ひなな（伊駒ゆりえ） | 「おーぎゅめんと・でいっ！」                                                                            | テレビアニメ『ツインズひなひま』オープニングテーマ |

## 書籍

### デジタル写真集
- 伊駒ゆりえ デジタル写真集「my Fav is」/「so Precious」（2024年10月30日、集英社、撮影：酒井貴弘[112]）
- 伊駒ゆりえ VOICE PHOTO BOOK「my Fav is」/「so Precious」（2024年10月30日、集英社、撮影：酒井貴弘[112]）[注 2]